# Pablo Chavarría
Pour les articles homonymes, voir Chavarria.
Pablo Chavarría, né le 2 janvier 1988 à Las Perdices (es) en Argentine, est un footballeur italo-argentin. Il évolue au poste d'attaquant au Club Atlético Racing Córdoba.

## Carrière

### Jeunesse et formation

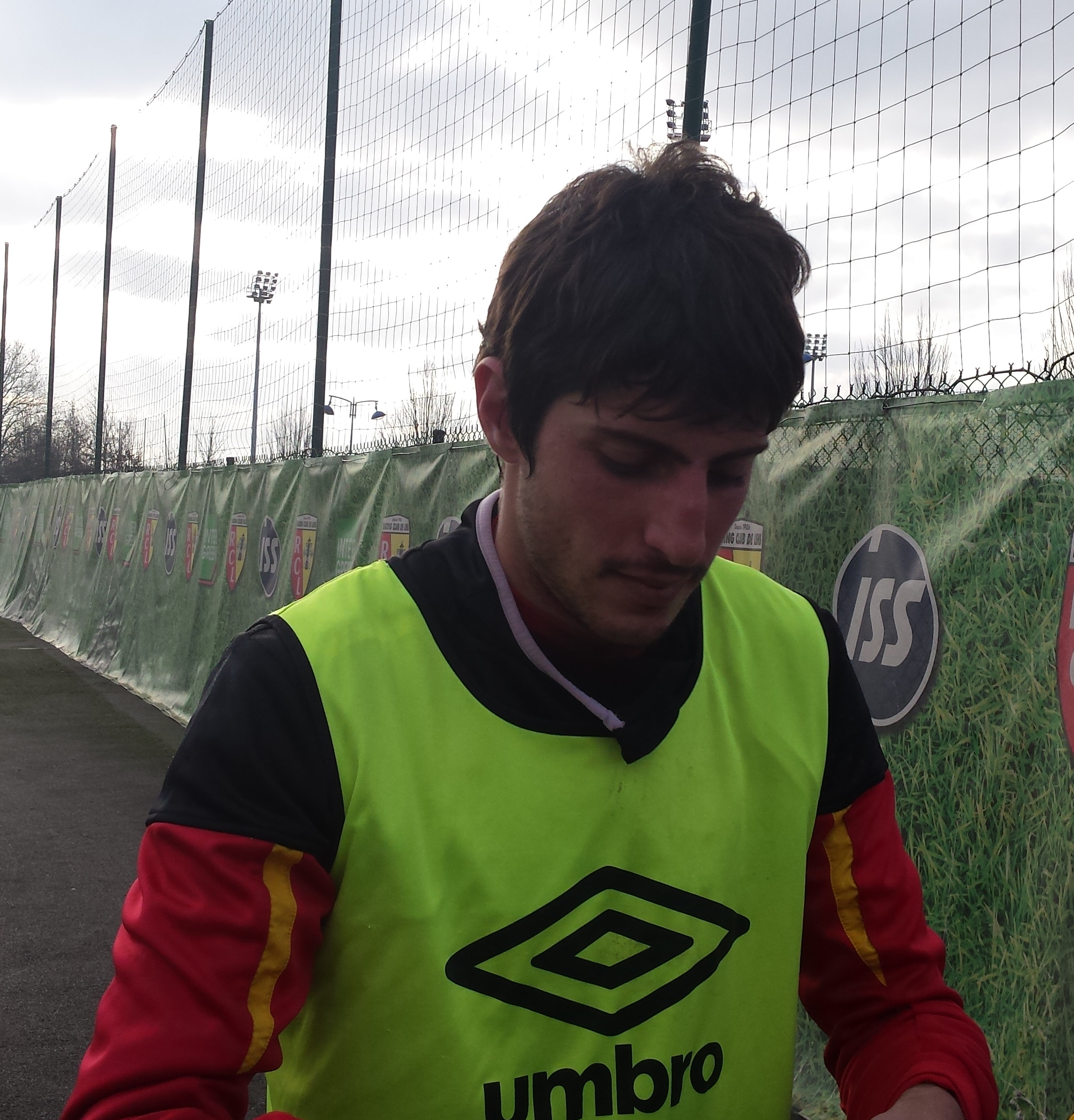
Chavarria avec le RC Lens en 2014.

Dans sa jeunesse, Chavarría débute en pratiquant le « baby fútbol », discipline très populaire en Amérique du Sud et spécialement au Chili. Il s'agit d'une variante du mini-foot qui se joue sur un terrain en dur. Le joueur est affilié au Acción Juvenil de General Deheza jusqu'à ses 8 ans, avant de changer régulièrement de club pour finalement tenter sa chance en Europe à 14 ans, en passant un test au FC Sochaux. Après avoir passé les tests physiques, le jeune homme ne brûle finalement pas les étapes et rentre au pays, en rejoignant pour quelques mois le club de San Lorenzo de Las Perdices. Très vite, on s'intéresse à lui et il est sur le point de rejoindre le Club Atlético River Plate, avant de finalement se diriger vers le Club Atlético Belgrano. Chavarría y termine son écolage en compagnie de son ami Matías Suárez.
À partir de 2008, El Flaco fait ses premières apparitions en équipe première à Belgrano en Nacional-B, soit la seconde division argentine, et fête sa première titularisation le 8 septembre de la même année. Durant deux saisons, il participera largement aux bonnes saisons de son club (4e en 2008-2009, 6e en 2009-2010), en participant à 64 matchs et en marquant 11 buts. Ce total de buts relativement faible pour un attaquant, Chavarría l'explique : « La raison me paraît simple. À Belgrano, l’entraîneur me demandait le plus souvent de me poster sur les flancs car il me considérait plus comme un donneur d’assists que comme un buteur. ».

### Direction l'Europe et la Belgique
En juin 2010, le Gaùcho est l'objet de l'intérêt de plusieurs clubs dont l'Atlético de Madrid, le Toulouse Football Club, le Club América et le RSC Anderlecht. À Toulouse et à Madrid, l'arrivée de Chavarría est liée aux départs potentiels de, respectivement, André-Pierre Gignac et de Sergio Agüero. Armando Perez, le président du club argentin, souhaite régler le transfert pour un montant de 2,5 millions d'euros, mais finalement seul Anderlecht se montre insistant et au vu des difficultés financières de Belgrano, l'affaire est réglé le 8 juin 2010 pour environ 920 000 euros.
Chavarría ne fait pas le voyage seul, son partenaire le jeune Pier Barrios (19 ans) est quant à lui prêté par Belgrano au club bruxellois, où ils retrouvent tous deux Matías Suárez. D'ailleurs, au moment de justifier son choix pour le RSCA, l'Argentin évoque notamment Matías Suárez : « Parce qu’il y avait déjà Matías. Parce qu’Anderlecht, est un club reconnu sur le plan européen. Et parce que c’est le meilleur club en Belgique. C’est toujours plus agréable de jouer dans la meilleure équipe d’un championnat. ».
Le RSC Anderlecht n'en est pas à son coup d'essai sur le marché argentin, Chavarría est en effet le 6e joueur du pays du tango à rejoindre Anderlecht depuis 2005. Nicolás Frutos avait ouvert la voie en 2005, suivi par Lucas Biglia, Cristian Leiva, Nicolás Pareja, Matías Suárez, et enfin Pablo Chavarria et Pier Barrios. Cependant, il ne réussit pas à s'imposer dans le club Bruxellois et est contraint d'être prêté à Eupen dans un premier temps puis à Courtrai afin d'acquérir du temps de jeu.

### Départ pour la France
Le 16 juillet 2013, Pablo Chavarría s'engage pour 3 ans en faveur du Racing Club de Lens. Il inscrit son premier but avec le RC Lens lors de la deuxième journée de Ligue 2 face au Dijon FCO. Six jours plus tard, il s'illustre de nouveau face à l'AJ Auxerre en inscrivant cette fois-ci un doublé. Pour cette première saison avec les « Sang et Or », l'attaquant argentin termine deuxième de Ligue 2 et promu en Ligue 1. Il est également le deuxième meilleur buteur du club en championnat avec 10 réalisations.
Il découvre ainsi l'élite du football français lors de la saison suivante. Le 30 août 2014, il inscrit son premier but en Ligue 1 avec le RC Lens lors de la victoire des siens à domicile par 4 buts à 2 face au Stade de Reims, pour le compte de la 4e journée puis récidive lors de la journée suivante en déplacement au SC Bastia face à son ancien coéquipier, Alphonse Areola (1-1).
Il marque contre les Girondins de Bordeaux le 5 avril, ce qui ne pourra pas empêcher une nouvelle défaite du RC Lens (2-1), puis il marque encore contre Lille OSC qui conduira cependant à une autre défaite trois buts à un.
Récemment pisté par le SC Bastia, El Flaco décide de rester au RC Lens pour disputer une nouvelle saison avec les Sang & Or en Ligue 2. En janvier 2016, il est élu meilleur joueur de Ligue 2 du mois de Décembre 2015 avec plus de 70 % des voix.
Le 9 juillet 2016, en fin de contrat au RC Lens, il rejoint le Stade Reims pour deux saisons. À ses débuts avec le club champenois, il se fait remarquer en ouvrant le score face au Real Madrid lors du trophée Santiago Bernabéu.

### Passage en Espagne
Après un passage au RCD Majorque, interrompu par la pandémie de Covid-19, l'Argentin rejoint le Málaga CF en septembre 2020.

### Retour en Argentine
En 2023, il revient en Argentine dans son club formateur au CA Belgrano. Pour sa première saison, 
Après deux saisons, il signe au Racing de Córdoba en deuxième division argentine.

## Style et caractéristiques
Pablo Chavarría est un joueur évoluant au poste d'attaquant. Ses points forts sont l'engagement et la vitesse ainsi que son état d'esprit sur et en dehors du terrain. Il est en revanche critiqué pour son manque de réussite devant le but et ses statistiques basses quand il joue au plus haut niveau, que ce soit à Anderlecht ou à Lens.

## Statistiques
| Saison                | Club                  | Championnat           | Championnat | Championnat | Coupe nationale | Coupe nationale | Coupe de la Ligue | Coupe de la Ligue | Compétition(s) continentale(s) | Compétition(s) continentale(s) | Compétition(s) continentale(s) | Total | Total |
| Saison                | Club                  | Division              | M.          | B.          | M.              | B.              | M.                | B.                | Comp.                          | M.                             | B.                             | M.    | B.    |
| 2008-2009             | CA Belgrano           | Nacional B            | 31+2        | 6+0         | -               | -               | -                 | -                 | -                              | -                              | -                              | 33    | 6     |
| 2009-2010             | CA Belgrano           | Nacional B            | 31          | 5           | -               | -               | -                 | -                 | -                              | -                              | -                              | 31    | 5     |
| Sous-total            | Sous-total            | Sous-total            | 64          | 11          | -               | -               | -                 | -                 | -                              | -                              | -                              | 64    | 11    |
| 2010-2011             | RSC Anderlecht        | Jupiler Pro League    | 5           | 1           | 1               | 1               | -                 | -                 | C1+C3                          | 1+1                            | 0+0                            | 8     | 2     |
| 2010-2011             | KAS Eupen (prêt)      | Jupiler Pro League    | 5+9         | 1+6         | -               | -               | -                 | -                 | -                              | -                              | -                              | 14    | 7     |
| 2011-2012             | KV Courtrai (prêt)    | Jupiler Pro League    | 27+10       | 2+3         | 7               | 0               | -                 | -                 | -                              | -                              | -                              | 44    | 5     |
| 2012-2013             | KV Courtrai (prêt)    | Jupiler Pro League    | 22+6        | 6+0         | 5               | 2               | -                 | -                 | -                              | -                              | -                              | 33    | 8     |
| Sous-total            | Sous-total            | Sous-total            | 65          | 11          | 12              | 2               | -                 | -                 | -                              | -                              | -                              | 77    | 13    |
| 2013-2014             | RC Lens               | Ligue 2               | 32          | 10          | 5               | 1               | 1                 | 0                 | -                              | -                              | -                              | 38    | 11    |
| 2014-2015             | RC Lens               | Ligue 1               | 31          | 7           | 1               | 0               | 1                 | 0                 | -                              | -                              | -                              | 33    | 7     |
| 2015-2016             | RC Lens               | Ligue 2               | 28          | 4           | 1               | 0               | -                 | -                 | -                              | -                              | -                              | 29    | 4     |
| Sous-total            | Sous-total            | Sous-total            | 91          | 21          | 7               | 1               | 2                 | 0                 | -                              | -                              | -                              | 100   | 22    |
| 2016-2017             | Stade de Reims        | Ligue 2               | 27          | 7           | 1               | 0               | 1                 | 0                 | -                              | -                              | -                              | 29    | 7     |
| 2017-2018             | Stade de Reims        | Ligue 2               | 38          | 14          | -               | -               | 2                 | 0                 | -                              | -                              | -                              | 40    | 14    |
| 2018-2019             | Stade de Reims        | Ligue 1               | 30          | 5           | 1               | 0               | 1                 | 0                 | -                              | -                              | -                              | 32    | 5     |
| Sous-total            | Sous-total            | Sous-total            | 95          | 26          | 2               | 0               | 4                 | 0                 | -                              | -                              | -                              | 101   | 26    |
| 2019-2020             | Real Majorque         | La Liga               | 13          | 0           | 2               | 0               | -                 | -                 | -                              | -                              | -                              | 15    | 0     |
| 2020-2021             | Málaga CF             | La Liga               | 21          | 4           | 2               | 1               | -                 | -                 | -                              | -                              | -                              | 23    | 5     |
| 2021-2022             | Málaga CF             | La Liga               | 15          | 0           | 1               | 0               | -                 | -                 | -                              | -                              | -                              | 16    | 0     |
| 2022-2023             | Málaga CF             | La Liga 2             | 24          | 5           | 1               | 0               | -                 | -                 | -                              | -                              | -                              | 25    | 5     |
| Sous-total            | Sous-total            | Sous-total            | 60          | 9           | 4               | 1               | 0                 | 0                 | -                              | -                              | -                              | 64    | 10    |
| 2023                  | CA Belgrano           | Superliga             | -           | -           | 2               | 0               | 6                 | 0                 | -                              | -                              | -                              | 8     | 0     |
| 2024                  | CA Belgrano           | Superliga             | 19          | 2           | 1               | 0               | 9                 | 0                 | CS                             | 5                              | 2                              | 34    | 4     |
| Sous-total            | Sous-total            | Sous-total            | 19          | 2           | 3               | 0               | 15                | 0                 | -                              | 5                              | 2                              | 42    | 4     |
| 2025                  | Racing de Córdoba     | Primera               | 20          | 7           | 1               | 0               | -                 | -                 | -                              | -                              | -                              | 21    | 7     |
| Total sur la carrière | Total sur la carrière | Total sur la carrière | 446         | 95          | 32              | 5               | 21                | 0                 | -                              | 7                              | 2                              | 506   | 102   |

## Palmarès

### En club
- Vainqueur de la Supercoupe de Belgique en 2010 avec le RSC Anderlecht.
- Finaliste de la Coupe de Belgique en 2012 avec le KV Courtrai.
- Vice-champion de Ligue 2 en 2014 avec le RC Lens.
- Champion de Ligue 2 en 2018 avec le Stade de Reims.

### Distinctions individuelles
- Élu meilleur joueur de Ligue 2 du mois en décembre 2015 (RC Lens).